# Шапіро Олександр Петрович
Шапіро Олександр Петрович, псевдоніми Олександр Таранов, Олександр Петр, Олександр Пьєтра (1889 чи 1890 — †1942) — діяч російського та європейського анархістського руху, комуніст, батько видатного математика Александра Гротендіка.

## Біографія
Народився в заможній хасидській сім'ї в місті Новозибкові Чернігівської губернії 1889 або 1890 року. 1904 року у віці чотирнадцяти років він залишив рідні місця і приєднався до групи анархістів, цій ідеології він залишався вірним протягом усього життя. Група була арештована владою 1905 року після невдалої спроби вбивства імператора Миколи II. Решту членів групи стратили, а Шапіро, як наймолодшого, засудили до довічного ув'язнення, яке спочатку він відбував у Москві. Завдяки заступництву впливових друзів, він був переведений у кращі умови в Ярославль, де провів 12 років, неодноразово намагався втекти [3]. 1909 року при першій спробі втекти Шапіро був поранений в обидві руки; ліву руку довелося ампутувати. Щоб уникнути затримання, він намагався застрелитися, проте через поранення не зміг утримати револьвер. 1914 року довгий час утримувався в одиночній камері.

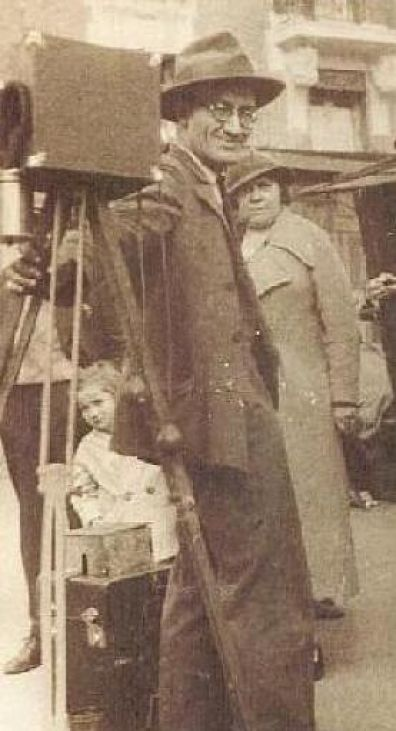
Олександр Шапіро

З падінням царського режиму 1917 року Шапіро звільнили. Був одним з анархістів, які виступили проти представницької системи виборів в Установчі збори, запропонованої Тимчасовим урядом, стверджуючи, що парламент може звернути зі шляху до свободи і що хороше суспільство може бути реалізоване тільки через скасування (ліквідацію) всяких влад. Близько зійшовся з анархістами Левом Чорним і Марією Никифоровою; був одним із лідерів анархістів, пов'язаних з махновцями. У роки Громадянської війни вів бурхливе життя. Одружився з  Рахіллю, яка народила від нього сина Додека (Давида Шапіро).
1921 року втік від більшовиків через Мінськ, де йому допоміг матеріально Олександр Беркман. За сприяння єврейки Лії, використовуючи підроблені документи на ім'я Олександра Танарова, переправився до Польщі. До 1922 року був уже в Берліні, де переважно і жив у наступні роки, часто відвідуючи Париж і Бельгію. Упродовж 1920-х років він був активним учасником європейського анархічного руху під псевдонімом Саша Петро (Sacha Piotr). Близько зійшовся з визначними іспанськими анархо-синдикалістами Франциско Аскасо (ісп.) і Буенавентура Дурруті, італійським анархістом Франческо Геззі і німецьким письменником Теодором Пливе, останній присвятив йому роман «Стенька Разін» (1927). У Парижі Шапіро часто відвідував кафе «Dome», де познайомився з журналістом і художником Ароном Бжезинським, а також із письменником Шолом Ашем. У цей період мав рідкісні контакти з Нестором Махном і його платформістською групою «Справа Праці», що діяла в Парижі. Шапіро був одним із членів-засновників, разом із Себастьяном Фором і Уго Феделе, паризького «Oeuvres Internationales Des Editions Anarchistes». Він зробив внесок принаймні у дві публікації анархіста Северина Феранделя.
Шапіро познайомився зі своєю майбутньою дружиною, анархісткою і журналісткою Йоханною «Ханка» Гротендік, коли працював у Берліні вуличним фотографом. У зв'язку з наростаючими антисемітськими настроями в Європі своєму синові Олександру, згодом відомому математику, дали голландське прізвище матері [3]. 1934 року Шапіро з дружиною покинули Німеччину, де 1933 року до влади прийшли нацисти (рід 1928); сина вони залишили в сім'ї середнього класу з анархістськими поглядами. Подружжя (Олександр під ім'ям Саша П'єтра — Саша П'єтра) взяло участь у Громадянській війні в Іспанії в 1936–1939 роках, борючись до поразки Другої Іспанської республіки, після чого з товаришами виїхали до Франції, де потрапили до концентраційного табору «Поверне». Подружжя було звільнене, з Німеччини до них був присланий син. Шапіро брав активну участь у анархістському русі в Парижі. Незабаром він був заарештований і відправлений в Освенцим, де загинув 1942 року; його дружина і син, що потрапили в інші табори, війну пережили.